# Jan Schöppner
Jan Schöppner (12 giugno 1999) è un calciatore tedesco, centrocampista dell'Heidenheim.

## Carriera
Cresciuto nel settore giovanile del Verl, debutta in prima squadra il 6 ottobre 2018 inn occasione dell'incontro di Regionalliga pareggiato 2-2 contro il Borussia M'gladbach II; realizza la sua prima rete il 15 dicembre seguente nella trasferta vinta 2-1 contro il Wuppertal.
Il 5 agosto 2020 passa a titolo definitivo all'Heidenheim, con cui firma un triennale; debutta in 2. Bundesliga il 20 settembre seguente nel match vinto 2-0 contro l'Eintracht Braunschweig.

## Statistiche
Statistiche aggiornate al 18 dicembre 2021.

### Presenze e reti nei club
| Stagione        | Squadra         | Campionato      | Campionato | Campionato | Coppe nazionali | Coppe nazionali | Coppe nazionali | Coppe continentali | Coppe continentali | Coppe continentali | Altre coppe | Altre coppe | Altre coppe | Totale | Totale | Totale |
| Stagione        | Squadra         | Comp            | Pres       | Reti       | Comp            | Pres            | Reti            | Comp               | Pres               | Reti               | Comp        | Pres        | Reti        | Pres   | Reti   |        |
| --------------- | --------------- | --------------- | ---------- | ---------- | --------------- | --------------- | --------------- | ------------------ | ------------------ | ------------------ | ----------- | ----------- | ----------- | ------ | ------ | ------ |
| 2018-2019       | Verl            | RL              | 13         | 1          | CG              | 0               | 0               |                    | -                  | -                  |             | -           | -           | 13     | 1      |        |
| 2019-2020       | Verl            | RL              | 25         | 7          | CG              | 3               | 0               |                    | -                  | -                  |             | -           | -           | 28     | 7      |        |
| 2020-2021       | Heidenheim      | 2L              | 22         | 0          | CG              | 1               | 0               |                    | -                  | -                  |             | -           | -           | 23     | 0      |        |
| 2021-2022       | Heidenheim      | 2L              | 18         | 1          | CG              | 1               | 0               |                    | -                  | -                  |             | -           | -           | 19     | 1      |        |
| Totale carriera | Totale carriera | Totale carriera | 78         | 9          |                 | 5               | 0               |                    | -                  | -                  |             | -           | -           | 83     | 9      |        |

## Palmarès

### Club

#### Competizioni nazionali
- Campionato tedesco di seconda divisione: 1

Heidenheim: 2022-2023